# Льюис, Джером
Джером Льюис (англ. Jerome Lewis; род. 1950) — антрополог. Доктор философии (ЛШЭ, 2002), адъюнкт-профессор и директор Центра антропологии устойчивого развития (CAoS) в Университетском колледже Лондона, феллоу Royal Anthropological Institute. Лауреат Cuthbert Peek Award (2010) и Dubai International Award for Best Practices (2008). Имеет четвертьвековой опыт исследований охотников-собирателей пигмеев и бывших охотников-собирателей в бассейне реки Конго.

## Биография
Степени бакалавра и доктора философии по социальной антропологии получил в ЛШЭ. Докторское исследование проводил среди пигмеев баяка в Республике Конго в 1990-х годах (занимался у Джеймса Вудберна). В 1997 с семьей покинул Конго из-за начавшейся гражданской войны, однако впоследствии регулярно посещал данный регион с исследовательскими целями.
Дважды «Выдающийся преподаватель» согласно голосованию студсовета Лондонского университета (2016, 2017). Чтец William Fagg Lecture Британского музея (2015).
Ассоциированный редактор Hunter Gatherer Research и Journal of the Radical Anthropology Group.
Основатель и попечитель International Society for Hunter Gatherer Research (ISHGR).
Публиковался в Current Anthropology, PLoS ONE, Current Biology, Journal of the Royal Anthropological Institute.
Женат, есть сын.